# CHWDP

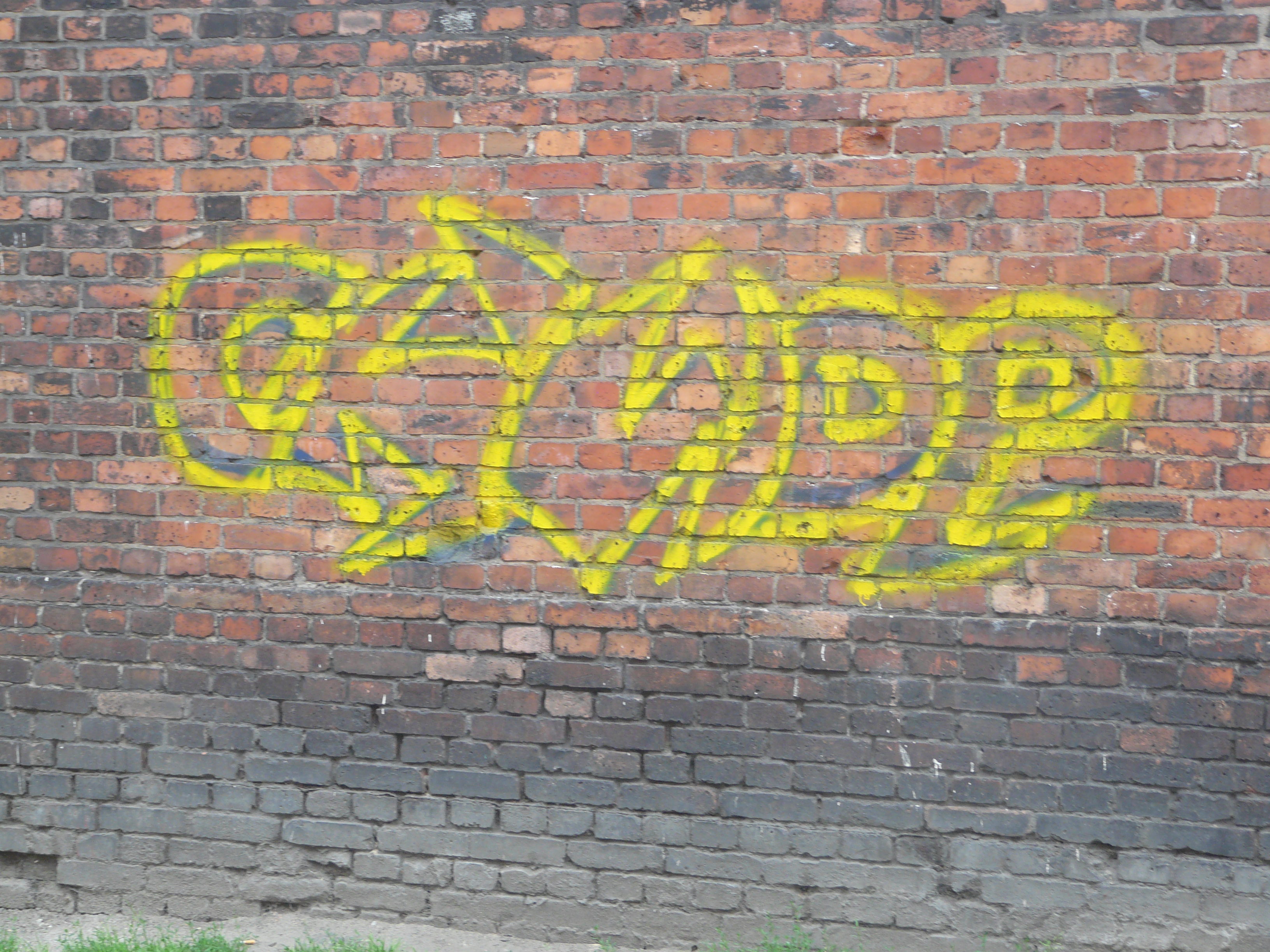
CHWDP graffiti

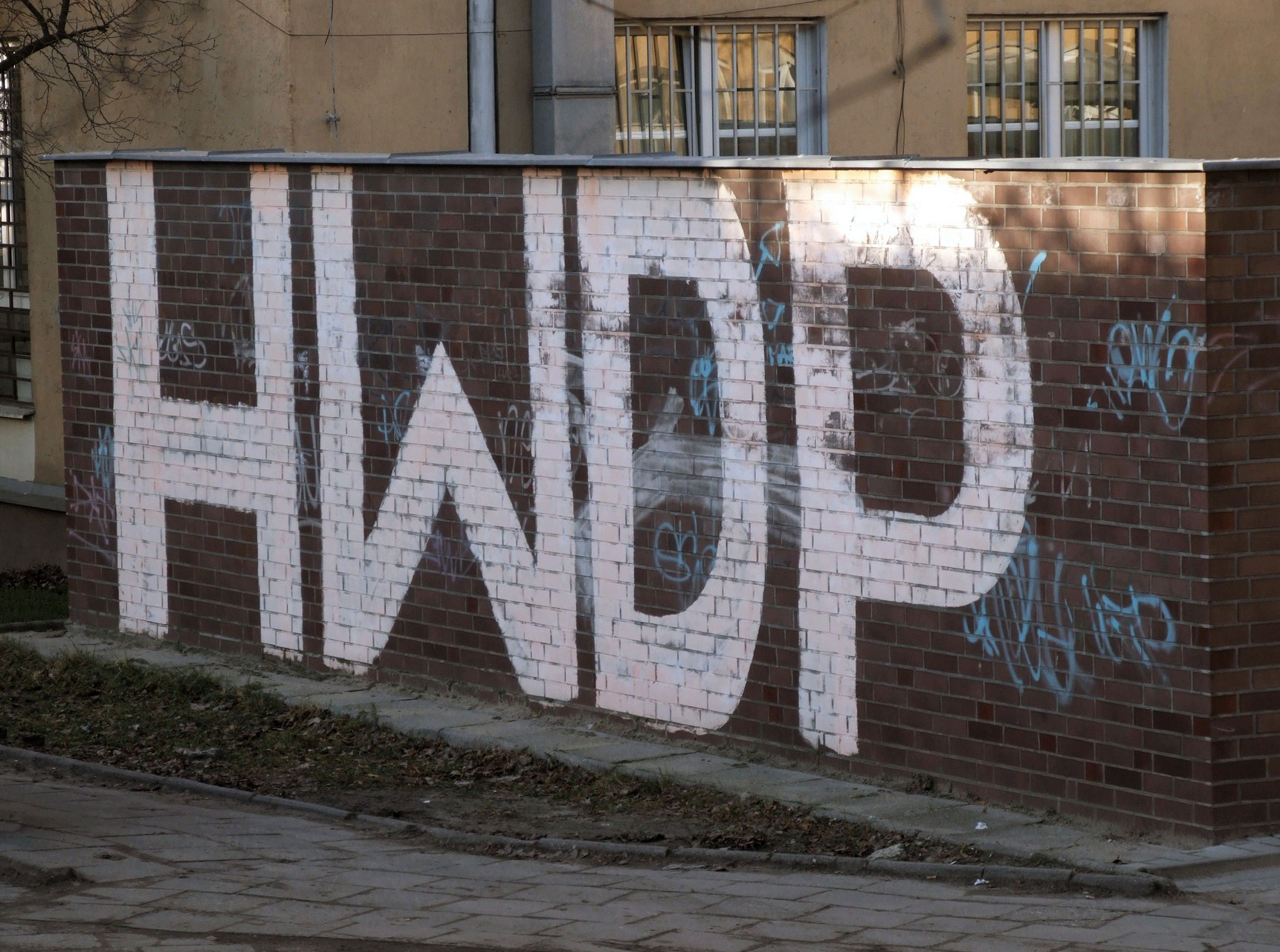
Một dòng chữ cao hai mét trên tường ở Ba Lan

CHWDP hoặc HWDP (đọc ha-voo-de-pe) là từ viết tắt thường được sử dụng của cụm từ chuj w dupę policji trong tiếng Ba Lan, nghĩa đen là "(put a) dick in the police's ass."  .
Khẩu hiệu thô tục này, thường được viết trên tường, được sử dụng như một hình thức khiêu khích chống lại cảnh sát, nhưng cũng là một "nhãn hiệu". Từ viết tắt phần lớn được phổ biến trong nhạc hip hop Ba Lan, nơi nó thường được sử dụng trong lời bài hát. Đó là một biểu hiện cụ thể của sự phản kháng chống lại chính quyền, và chống lại "hệ thống" nói chung.
Trong chính tả Ba Lan, Ch là một chữ kết lại thành một âm. Tuy nhiên, vì chuj được phát âm giống như huj, từ viết tắt HWDP thường được nhìn thấy.

## Phổ biến
Khẩu hiệu đã rất phổ biến ở Ba Lan và sự phổ biến của nó đang lan rộng sang các quốc gia khác, đặc biệt là Slovakia và Đức. Pranksters đã sử dụng nó ở Anh. Sự phổ biến của khẩu hiệu này đang tăng nhanh.

### Mở rộng thay thế
Một trong những cách mà độ phổ biến của từ viết tắt này dễ dàng được chú ý là nó đã được đưa ra nhiều mở rộng thay thế. Tuy nhiên, ý nghĩa cơ bản thường được biết đến. Những cách dùng khác chỉ là những trò đùa đôi khi được sử dụng để tránh những tình huống khó xử và để giảm bớt căng thẳng, ví dụ như khi những người tuyên truyền cuộc nói chuyện viết tắt này với cảnh sát hoặc cảnh sát muốn tránh bối rối khi họ được yêu cầu mở rộng chữ viết tắt trong các cuộc phỏng vấn.

### Truyền bá trên Internet
Tuy nhiên, sự phổ biến của từ viết tắt này không chỉ giới hạn ở việc nó được phun sơn lên các bức tường ở Ba Lan. Trên thực tế, từ viết tắt cũng đã lan truyền trong cộng đồng người dùng Internet, cả Ba Lan và nước ngoài.